# Lichtbildausweis für EWR-Bürger
Die Kosten betragen in Österreich Stand 2025 €91,-. Der Ausweis ist 5 Jahre gültig.

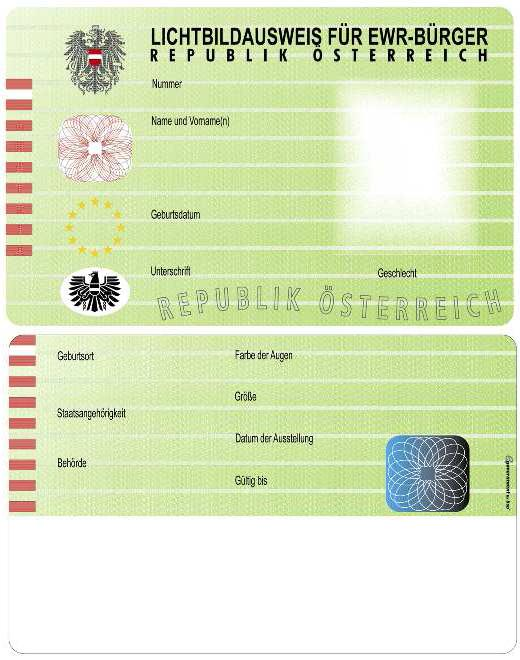

Der Lichtbildausweis für EWR-Bürger ist ein amtlicher Ausweis für Bürger der Europäischen Union, der Schweiz, Liechtenstein, Island und Norwegen, die sich dauerhaft in Österreich aufhalten. Voraussetzung für eine Ausstellung ist eine Anmeldebescheinigung oder Bescheinigung des Daueraufenthalts in Österreich. Der Ausweis ist fünf Jahre gültig und hat die Größe einer Plastikkarte im Scheckkartenformat. Das Aussehen entspricht weitgehend dem österreichischen Personalausweis, nur ist er grün statt blau. Die Ausstellung des Ausweises kostet 56 Euro, er dient als Identitätsnachweis in Österreich. Folgeausweise sind kostenlos und haben seit 2021 das Aussehen der EU-Ausweise.